# Верховный совет Чувашской АССР
Верховный Совет Чувашской АССР — согласно Конституции Чувашской АССР 1937 года — высший орган государственной власти Чувашской Автономной Советской Социалистической Республики, единственный законодательный орган Чувашской АССР.
| Созыв | Дата проведения выборов                | Избрано депутатов | Председатели Президиума Верховного Совета Чувашии                                                        | Председатели Верховного Совета Чувашской АССР                                                              |
| --- | -------------------------------------- | ----------------- | --- | --- |
| 1 | 26 июня 1938 года                      | 96                | Андреева, Зоя Ананьевна (29.07.1938-19.12.1955)                                                          | Павлов, Николай Павлович (26.07.1938-17.03.1947)                                                           |
| 2 | 9 февраля 1947 года                    | 96                | Андреева, Зоя Ананьевна (29.07.1938-19.12.1955)                                                          | Ислюков, Семён Матвеевич (17.03.1947-21.04.1955)                                                           |
| 3 | 18 февраля 1951 года                   | 96                | Андреева, Зоя Ананьевна (29.07.1938-19.12.1955)                                                          | Ислюков, Семён Матвеевич (17.03.1947-21.04.1955)                                                           |
| 4 | 27 февраля 1955 года                   | 96                | Митьков, Дмитрий Яковлевич (19.12.1955-23.03.1957)                                                       | Яковлев, Василий Яковлевич (21.04.1955-20.03.1959)                                                         |
| 5 | 1 марта 1959 года                      | 140               | Ахазов, Тимофей Аркадьевич (23.03.1957-24.11.1967)                                                       | Михайлов, Леонид Хрисанфович (20.03.1959-25.03.1963)                                                       |
| 6 | 3 марта 1963 года                      | 147               | Ахазов, Тимофей Аркадьевич (23.03.1957-24.11.1967)                                                       | Прокопьев, Илья Павлович (25.03.1963-24.03.1967)                                                           |
| 7 | 12 марта 1967 года                     | 149               | Ахазов, Тимофей Аркадьевич (23.03.1957-24.11.1967) Ислюков, Семён Матвеевич (04.01.1968-21.03.1985)      | Сироткин, Михаил Яковлевич (24.03.1967-29.06.1971)                                                         |
| 8 | 13 июня 1971 года                      | 153               | Ислюков, Семён Матвеевич (04.01.1968-21.03.1985)                                                         | Марков, Анатолий Семенович (29.06.1971-02.07.1975)                                                         |
| 9 | 15 июня 1975 года                      | 165               | Ислюков, Семён Матвеевич (04.01.1968-21.03.1985)                                                         | Петров, Александр Петрович (02.07.1975-21.03.1985)                                                         |
| 10 | 24 февраля 1980 года                   | 200               | Ислюков, Семён Матвеевич (04.01.1968-21.03.1985)                                                         | Петров, Александр Петрович (02.07.1975-21.03.1985)                                                         |
| 11 | 24 февраля 1985 года                   | 200               | Петров, Александр Петрович (21.03.1985-19.12.1988) Леонтьев, Анатолий Михайлович (19.12.1988-25.04.1990) | Семёнов, Демьян Филиппович (21.03.1985-25.04.1990)                                                         |
| 12 | 4 и 14 марта, 18 и 27 апреля 1990 года | 200               | | Леонтьев, Анатолий Михайлович* (25.04.1990-28.08.1991) Кубарев, Эдуард Алексеевич* (29.08.1991-04.05.1994) |
| * Председатели Верховного Совета Чувашской АССР до 1990 года работали на неосвобожденной основе. Леонтьев А.М. и Кубарев Э.А. в указанной должности работали на профессиональной постоянной основе. |                                        |                   | | |